# Drew Smyly
Todd Andrew Smyly (né le 13 juin 1989 à Maumelle, Arkansas, États-Unis) est un lanceur gaucher des Cubs de Chicago de la Ligue majeure de baseball.

## Carrière

### Tigers de Détroit

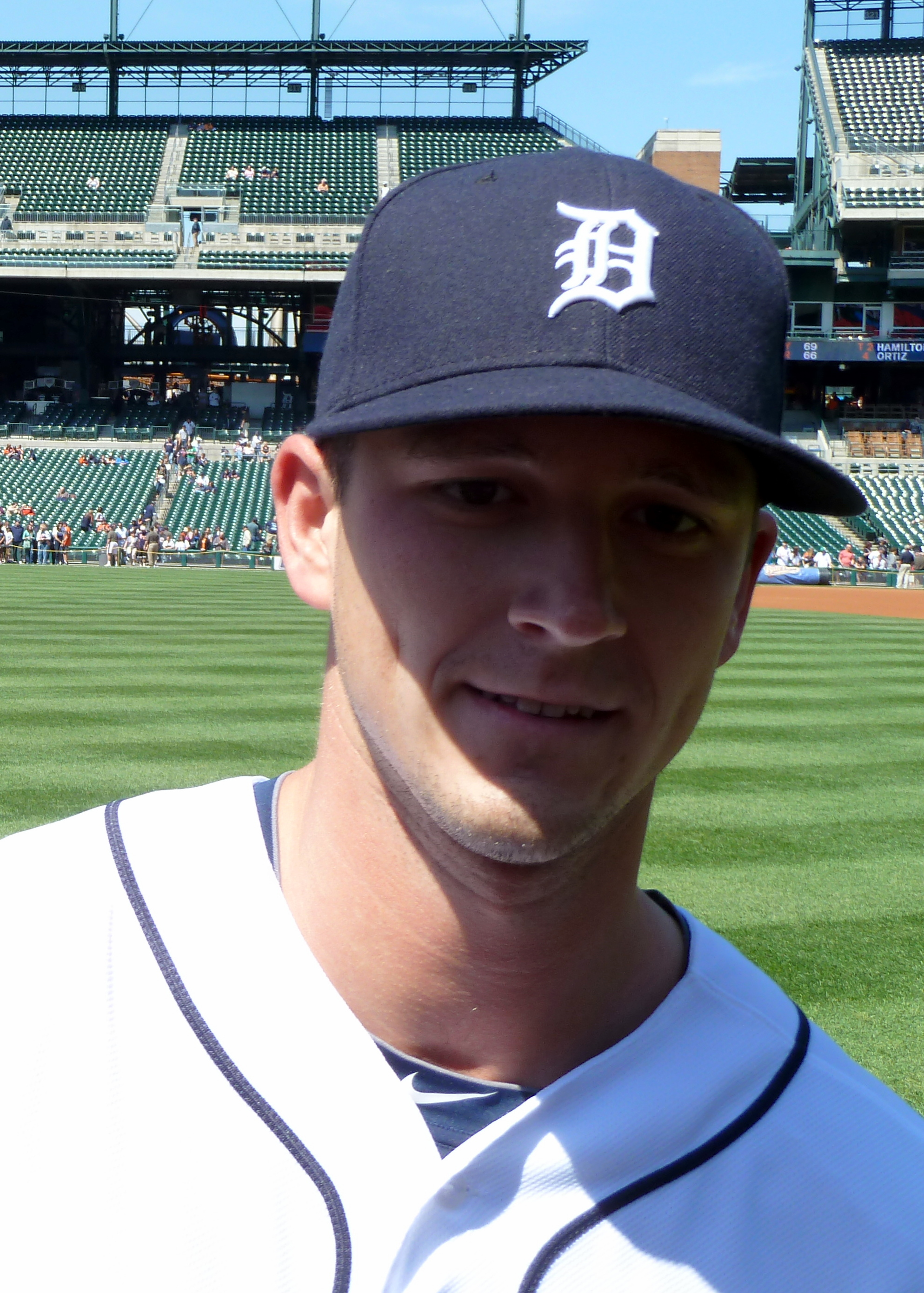
Drew Smyly en mai 2012 avec les Tigers de Détroit.

Joueur de l'Université de l'Arkansas à Fayetteville, Drew Smyly est un choix de deuxième ronde des Tigers de Détroit en juin 2010. Le 16 août suivant, il est mis sous contrat par les Tigers et reçoit un boni à la signature de 1,1 million de dollars. Jouant dans les ligues mineures aux niveaux A et Double-A en 2011, il est nommé meilleur lanceur de l'année dans les clubs-écoles des Tigers.
Au début 2012, Smyly apparaît sur la liste de MLB.com des 100 meilleurs joueurs d'avenir et Baseball America le considère comme le troisième meilleur prospect des Tigers après Jacob Turner et Nick Castellanos. Au terme de l'entraînement de printemps 2012 des Tigers, Smyly obtient un poste avec l'équipe mais est invité à effectuer son premier départ en Triple-A avec Toledo avant de rejoindre le club.
Smyly, un gaucher, fait ses débuts dans les majeures comme lanceur partant des Tigers de Détroit le 12 avril contre les Rays de Tampa Bay. Smyly impressionne à ses débuts pour Detroit. Il est le premier lanceur depuis Fernando Valenzuela des Dodgers en 1981 à n'accorder qu'un point ou moins à ses quatre premiers départs en carrière. Il doit cependant patienter jusqu'à sa quatrième sortie, le 28 avril, pour savourer sa première victoire dans les majeures, un gain sur les Yankees de New York.

### Rays de Tampa Bay
Le 31 juillet 2014, Drew Smyly passe aux Rays de Tampa Bay dans une transaction à 3 clubs impliquant 5 joueurs et marquant le transfert à Détroit du lanceur gaucher étoile David Price.
Impeccable en 7 départs à la fin de la saison 2014 avec les Rays, il affiche une moyenne de points mérités d'à peine 1,70 en 47 manches et deux tiers lancées. Il termine l'année avec une moyenne de 3,24 en 153 manches au total pour Détroit et Tampa Bay.
Ennuyé par une blessure à l'épaule pendant la majorité de la saison 2015, Smyly amorce la campagne sur la liste des blessés et y retourne à la mi-août. Il est efficace entre les deux, avec une moyenne de points mérités de 3,11 en 66 manches et deux tiers lancées, 5 victoires et deux défaites en 12 départs.
En février 2016, Smyly gagne sa cause en arbitrage salarial et se voit accorder un salaire de 3,75 millions de dollars pour la saison qui vient. Il est le premier joueur en 7 ans à gagner en arbitrage contre les Rays.